# خوسيه غونزاليس (لاعب رماية مكسيكي)
خوسيه غونزاليس (بالإسبانية: José González)‏ هو لاعب رماية مكسيكي، ولد في 13 أغسطس 1948 في مدينة مكسيكو في المكسيك.

## وصلات خارجية
- خوسيه غونزاليس على موقع أوليمبيديا (الإنجليزية)